# Hyles gallii
Hyles gallii là một loài bướm đêm thuộc họ Sphingidae. Nó được tìm thấy ở Bắc Mỹ, châu Âu, Central châu Á và Nhật Bản.

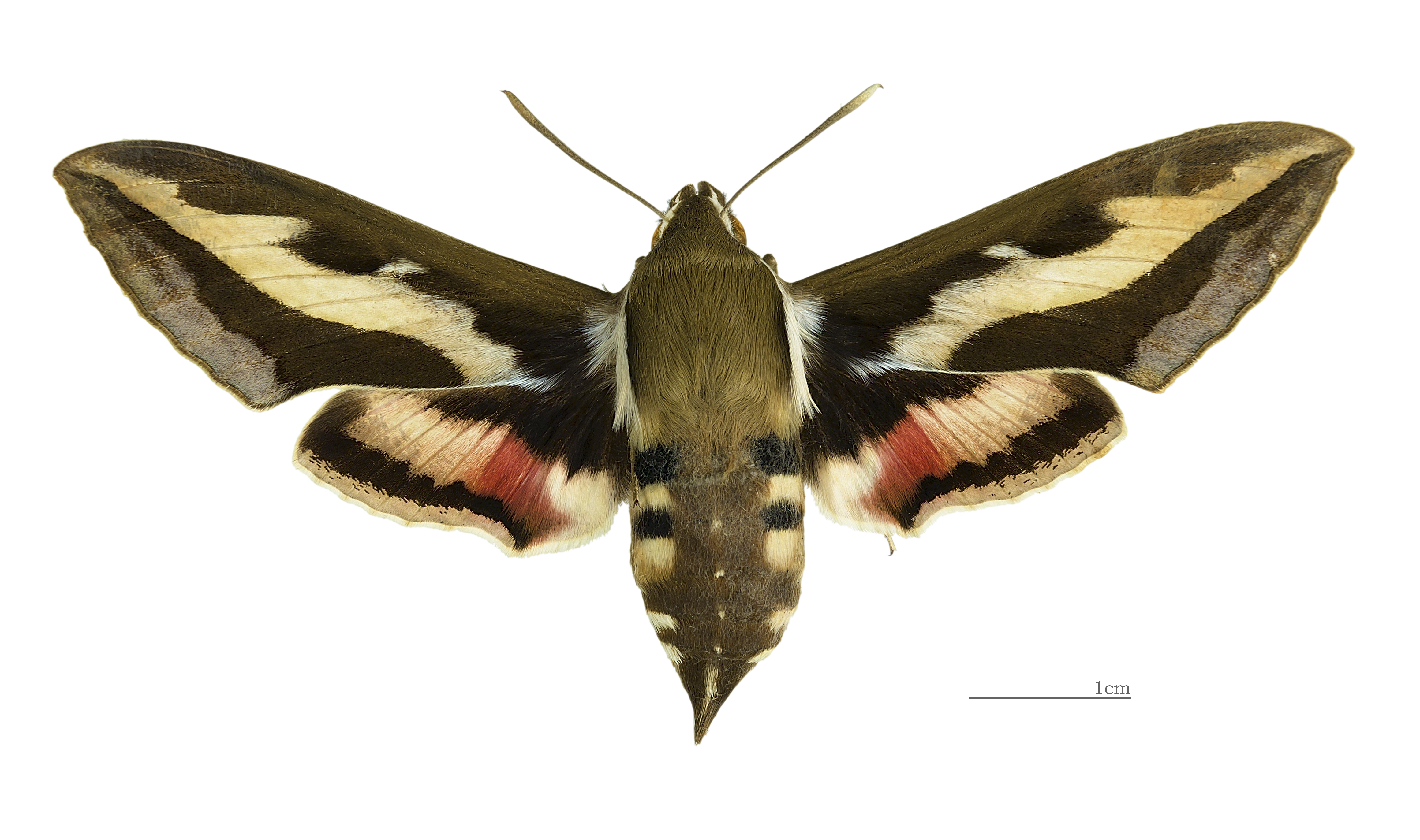
♀
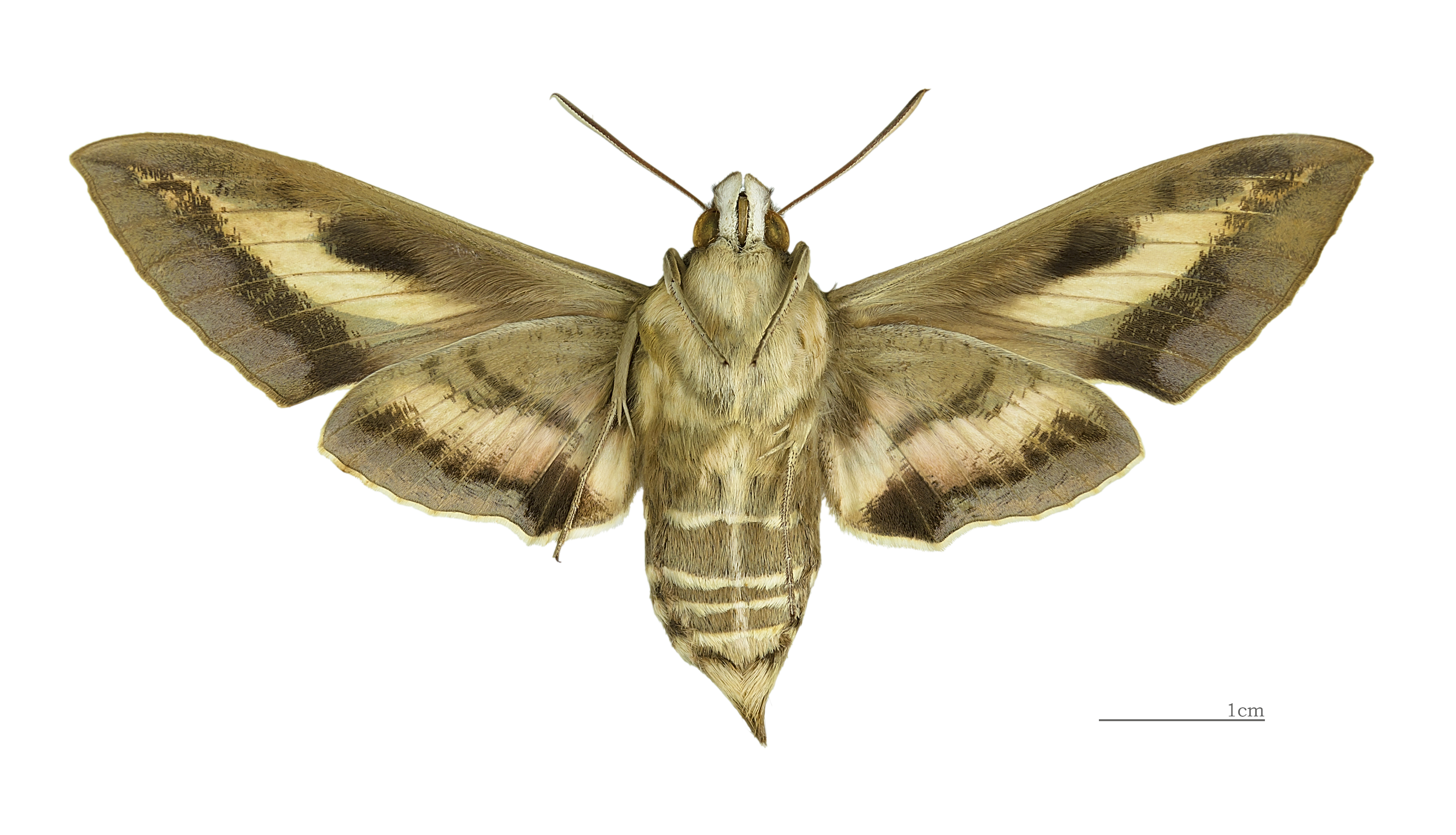
♀
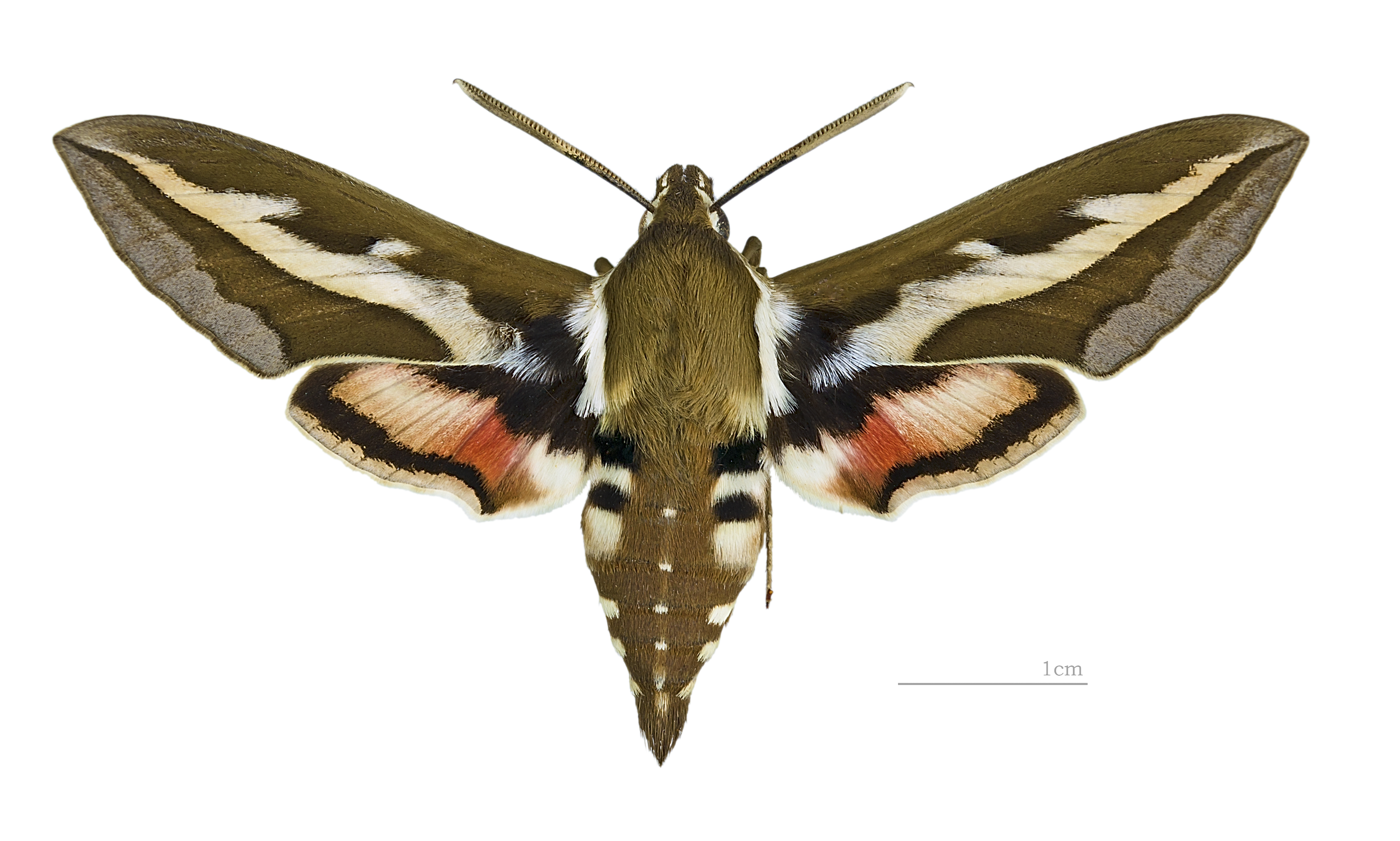
♂
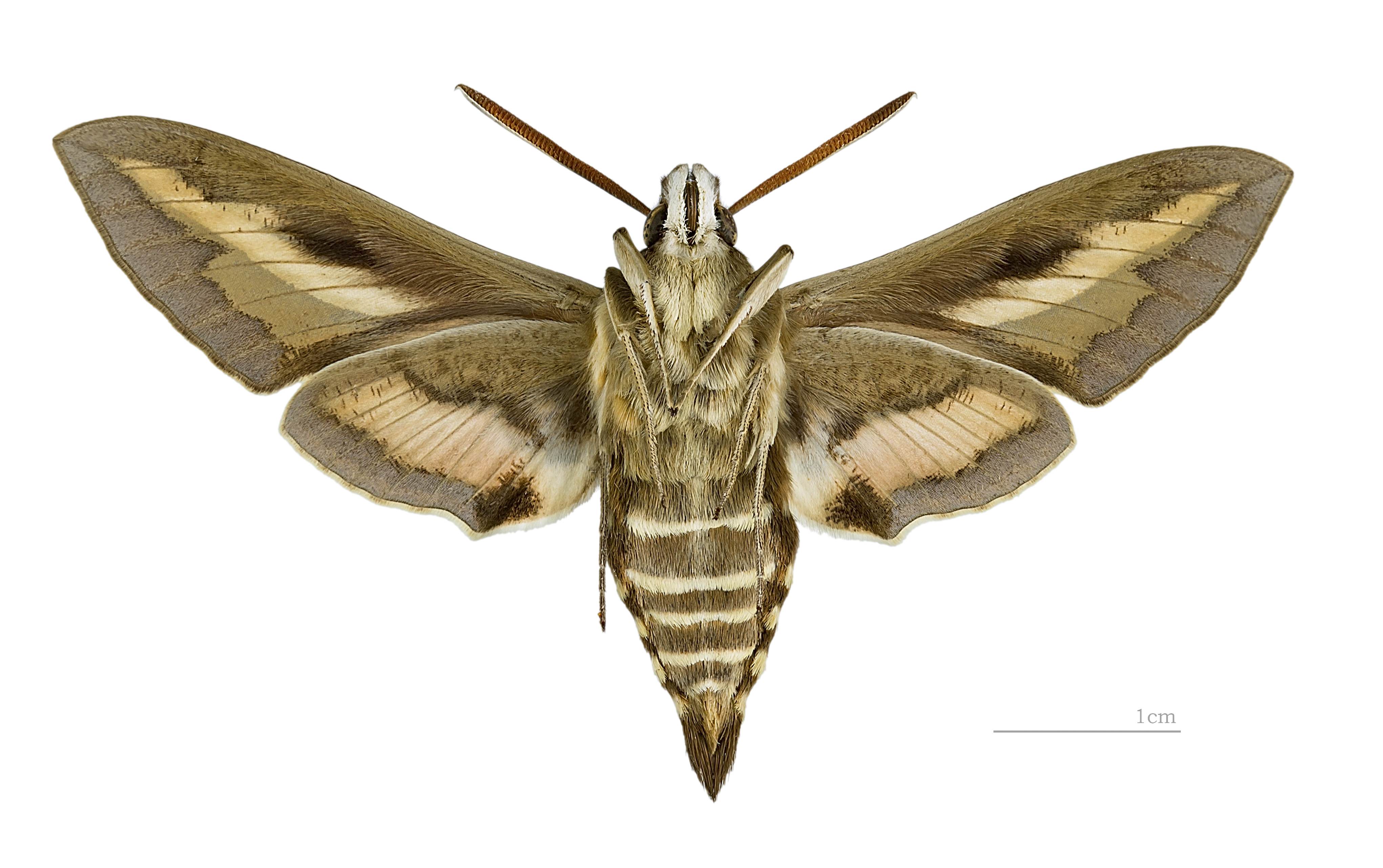
♂